# Рамасвами Венкатараман
Рамасвами Венкатараман (4 декември 1910 – 27 януари 2009) е индийски адвокат и политик, 8-и президент на Индия.
Завършва бакалавърска степен по икономика в колежа „Лойола“ в Ченай, днес Мадрас, а по-късно завършва и право. Започва юридическата си практика във Върховния съд на Мадрас през 1935 г.
Преди да започне да се занимава с политика, той е активен участник в борбата за независимост на Индия, заради което е задържан.
Венкатараман четири пъти е избиран за депутат в Лок Сабха и заема различни министерски постове, включително министър на отбраната и министър на финансите.
От 1984 до 1987 г. е вицепрезидент на Индия, след което е избран за президент. Той се отличава с дълбоко познаване на конституционното право.
Рамасвами Венкатараман умира на 27 януари 2009 г.